# HDD ZM Olimpija 2003/04
Sezona 2003/04 HDD ZM Olimpija, ki je osvojila naslov prvaka v slovenski ligi in uvrstitev v polfinale v mednarodni ligi.

## Postava
- Trener:  Matjaž Sekelj

| Vratarji | Vratarji  | Vratarji        | Vratarji    | Vratarji | Vratarji                   | Vratarji             |
| -------- | --------- | --------------- | ----------- | -------- | -------------------------- | -------------------- |
| #        | Nar       | Igralec         | Boljša roka | Sez.     | Starost (rojstni dan)      | Kraj rojstva         |
|          | Slovenija | Andrej Hočevar  | leva        | 1        | 18 let (21. november 1984) | Ljubljana, Slovenija |
|          | Slovaška  | Roman Mega      | leva        | 1        | 32 let (27. oktober 1970)  | Bratislava, Slovaška |
|          | Slovenija | Jure Penko      |             | 1        | 22 let (6. april 1981)     | Ljubljana, Slovenija |
|          | Slovenija | Aljoša Pilko    |             | 1        | 18 let (1. september 1985) | Slovenija            |
|          | Finska    | Tommi Satosaari | leva        | 1        | 28 let (17. februar 1975)  | Jyväskylä, Finska    |

| Branilci | Branilci  | Branilci          | Branilci    | Branilci | Branilci                   | Branilci             |
| -------- | --------- | ----------------- | ----------- | -------- | -------------------------- | -------------------- |
| #        | Nar       | Igralec           | Boljša roka | Sez.     | Starost (rojstni dan)      | Kraj rojstva         |
|          | Slovenija | Metod Bevk        | desna       | 1        | 19 let (1. julij 1984)     | Kranj, Slovenija     |
|          | Slovenija | Andrej Brodnik    | desna       | 12       | 33 let (4. maj 1970)       | Ljubljana, Slovenija |
|          | Slovenija | Robert Ciglenečki | leva        | 8        | 29 let (17. julij 1974)    | Ljubljana, Slovenija |
|          | Slovenija | Igor Cvetek       | leva        | 1        | 16 let (12. november 1986) | Ljubljana, Slovenija |
|          | Slovenija | Damjan Dervarič   | leva        | 5        | 21 let (6. februar 1982)   | Ljubljana, Slovenija |
|          | Slovenija | Davor Durakovič   | leva        | 2        | 22 let (31. julij 1981)    | Celje, Slovenija     |
|          | Slovenija | Boštjan Groznik   | leva        | 2        | 21 let (8. julij 1982)     | Brezje, Slovenija    |
|          | Slovenija | Domen Lajevec     | leva        | 3        | 22 let (25. maj 1981)      | Ljubljana, Slovenija |
|          | Slovenija | Žiga Svete        | leva        | 1        | 18 let (13. april 1985)    | Bled, Slovenija      |
|          | Slovenija | Bojan Zajc        | desna       | 13       | 37 let (7. november 1965)  | Ljubljana, Slovenija |

| Napadalci | Napadalci               | Napadalci             | Napadalci | Napadalci   | Napadalci | Napadalci                  | Napadalci                  |
| --------- | ----------------------- | --------------------- | --------- | ----------- | --------- | -------------------------- | -------------------------- |
| #         | Nar                     | Igralec               | Položaj   | Boljša roka | Sez.      | Starost (rojstni dan)      | Kraj rojstva               |
|           | Slovenija               | Jaka Avgustinčič      | F         | leva        | 6         | 26 let (27. oktober 1976)  | Ljubljana, Slovenija       |
|           | Združene države Amerike | Chris Corrinet        | F         | desna       | 1         | 24 let (29. oktober 1978)  | Trumbull, Connecticut, ZDA |
|           | Slovenija               | Blaž Emeršič          | F         | leva        | 6         | 22 let (10. oktober 1980)  | Ljubljana, Slovenija       |
|           | Slovenija               | Jurij Goličič         | LW        | leva        | 5         | 22 let (6. april 1981)     | Kranj, Slovenija           |
|           | Slovenija               | Jure Kralj            | RW        | leva        | 1         | 19 let (5. julij 1984)     | Jesenice, Slovenija        |
|           | Slovenija               | Gregor Krivic         | LW        | leva        | 2         | 19 let (12. februar 1984)  | Ljubljana, Slovenija       |
|           | Slovenija               | Bor Ladiha            | LW        | leva        | 2         | 19 let (8. februar 1984)   | Ljubljana, Slovenija       |
|           | Slovenija               | Egon Murič            | C         | leva        | 2         | 21 let (15. januar 1982)   | Bled, Slovenija            |
|           | Slovenija               | Aleš Mušič            | C         | leva        | 4         | 21 let (28. junij 1982)    | Ljubljana, Slovenija       |
|           | Slovenija               | Gregor Polončič       | F         | leva        | 3         | 22 let (5. februar 1981)   | Ljubljana, Slovenija       |
|           | Rusija · Slovenija      | Ildar Rahmatuljin (C) | RW        | leva        | 6         | 42 let (9. januar 1961)    | Kazan, Rusija              |
|           | Slovenija               | Peter Rožič           | RW        | leva        | 4         | 29 let (17. februar 1974)  | Kranj, Slovenija           |
|           | Slovenija               | Mitja Šivic           | RW        | leva        | 6         | 24 let (1. september 1979) | Brezje, Slovenija          |
|           | Slovenija               | Edo Terglav           | RW        | leva        | 2         | 23 let (24. januar 1980)   | Kranj, Slovenija           |
|           | Slovenija               | Luka Žagar            | LW        | leva        | 8         | 25 let (25. junij 1978)    | Ljubljana, Slovenija       |
|           | Slovenija               | Gašper Župan          | RW        | leva        | 2         | 19 let (3. september 1984) | Ljubljana, Slovenija       |

## Tekmovanja

### Slovenska liga
Uvrstitev: 1. mesto

#### Prvi del
| #         | Klub                | OT        | Z         | N         | P         | DG        | PG        | +/-       | T         |
| Skupina A | Skupina A           | Skupina A | Skupina A | Skupina A | Skupina A | Skupina A | Skupina A | Skupina A | Skupina A |
| --------- | ------------------- | --------- | --------- | --------- | --------- | --------- | --------- | --------- | --------- |
| 1         | HK Slavija M Optima | 8         | 6         | 1         | 1         | 36        | 20        | +16       | 13 (3)    |
| 2         | HDD ZM Olimpija     | 8         | 6         | 0         | 2         | 41        | 15        | +26       | 12 (2)    |
| 3         | HK Acroni Jesenice  | 8         | 5         | 1         | 2         | 26        | 15        | +11       | 11 (1)    |

#### Drugi del
| # | Klub                        | OT | Z | N | P | DG | PG | +/- | T      |
| - | --------------------------- | -- | - | - | - | -- | -- | --- | ------ |
| 1 | HDD ZM Olimpija             | 6  | 4 | 1 | 1 | 28 | 17 | +11 | 11 (2) |
| 2 | HK Slavija M Optima         | 6  | 2 | 3 | 1 | 18 | 15 | +3  | 10 (3) |
| 3 | HK Acroni Jesenice          | 6  | 4 | 2 | 1 | 23 | 14 | +9  | 9 (1)  |
| 4 | HK HIT Casino Kranjska Gora | 6  | 0 | 0 | 6 | 10 | 33 | -23 | 1 (1)  |

#### končnica
Igralo se je na štiri zmage po sistemu 2-2-1-1-1, * - po kazenskih strelih.
| 7. marec 2004 | HDD ZM Olimpija | 1:0 | Slavija M Optima | Hala Tivoli, Ljubljana |

| Poročilo tekme | Poročilo tekme | Poročilo tekme  | Poročilo tekme | Poročilo tekme                            |
| -------------- | -------------- | --------------- | -------------- | ----------------------------------------- |
|                | Mušič 36       | (0:0, 1:0, 0:0) |                | Gledalci: 3000 Sodnik: Gerhard Lihtnecker |

| 10. marec 2004 | HDD ZM Olimpija | 4:0 | Slavija M Optima | Hala Tivoli, Ljubljana |

| Poročilo tekme | Poročilo tekme                            | Poročilo tekme  | Poročilo tekme | Poročilo tekme                      |
| -------------- | ----------------------------------------- | --------------- | -------------- | ----------------------------------- |
| Začetek: 18:00 | Župan 11 Avgustinčič 27 Žagar 38 Rožič 52 | (1:0, 2:0, 1:0) |                | Gledalci: 4000 Sodnik: Willi Schimm |

| 14. marec 2004 | Slavija M Optima | 1:4 | HDD ZM Olimpija | Dvorana Zalog, Ljubljana |

| Poročilo tekme | Poročilo tekme | Poročilo tekme  | Poročilo tekme                                 | Poročilo tekme                            |
| -------------- | -------------- | --------------- | ---------------------------------------------- | ----------------------------------------- |
| Začetek: 18:00 | Peruzzi 20     | (1:0, 0:1, 0:3) | 34 Avgustinčič 46 Terglav 58 Polončič 60 Žagar | Gledalci: 1200 Sodnik: Gerhard Lihtnecker |

| 17. marec 2004 | Slavija M Optima | 3:4* | HDD ZM Olimpija | Dvorana Zalog, Ljubljana |

| Poročilo tekme | Poročilo tekme                | Poročilo tekme       | Poročilo tekme                          | Poročilo tekme                      |
| -------------- | ----------------------------- | -------------------- | --------------------------------------- | ----------------------------------- |
|                | Žemva 09 Bartanus 13 Žemva 30 | (2:1, 1:2, 0:0, 0:1) | 12 Mušič 23 Murič 32 Goličič 65 Terglav | Gledalci: 1000 Sodnik: Willi Schimm |

### Mednarodna liga
Uvrstitev: Polfinale

#### Redni del
| Poz | Klub                      | OT | TOČ | Z (ZP) | P (PP) | PG | DG | GR  |
| --- | ------------------------- | -- | --- | ------ | ------ | -- | -- | --- |
| 1   | Unia Oswiecim             | 16 | 39  | 13 (1) | 3 (1)  | 65 | 41 | +24 |
| 2   | Alba Volán Székesfehérvár | 16 | 31  | 10 (1) | 6 (2)  | 54 | 39 | +15 |
| 3   | Podhale Nowy Targ         | 16 | 29  | 10 (1) | 6 (0)  | 63 | 40 | +23 |
| 4   | HDD ZM Olimpija           | 16 | 25  | 8 (1)  | 8 (2)  | 41 | 37 | +4  |
| 5   | GKS Tychy                 | 16 | 22  | 7 (0)  | 9 (1)  | 58 | 64 | -6  |
| 6   | Dunaújvárosi Acélbikák    | 16 | 19  | 6 (2)  | 10 (3) | 45 | 58 | -13 |
| 7   | KHL Medveščak             | 16 | 19  | 7 (3)  | 9 (1)  | 31 | 52 | -21 |
| 8   | HK Jesenice               | 16 | 18  | 6 (1)  | 10 (1) | 41 | 43 | -2  |
| 9   | HK Slavija                | 16 | 14  | 5 (2)  | 11 (1) | 39 | 63 | -24 |

#### Končnica

##### Četrtfinale
| 13. februar 2004 | HDD ZM Olimpija | 3:2 | GKS Tychy | Hala Tivoli, Ljubljana |

| Poročilo tekme | Poročilo tekme | Poročilo tekme | Poročilo tekme | Poročilo tekme |
| -------------- | -------------- | -------------- | -------------- | -------------- |
|                |                | (2-0,0-1,1-1)  |                |                |

| 14. februar 2004 | HDD ZM Olimpija | 4:3 | GKS Tychy | Hala Tivoli, Ljubljana |

| Poročilo tekme | Poročilo tekme | Poročilo tekme | Poročilo tekme | Poročilo tekme |
| -------------- | -------------- | -------------- | -------------- | -------------- |
|                |                | (0-2,3-0,1-1)  |                |                |

##### Polfinale
| 19. februar 2004 | HDD ZM Olimpija | 1:2* | HK Jesenice | Hala Tivoli, Ljubljana |

| Poročilo tekme | Poročilo tekme | Poročilo tekme        | Poročilo tekme | Poročilo tekme |
| -------------- | -------------- | --------------------- | -------------- | -------------- |
|                |                | (1-1,0-0,0-0,0-0,0-1) |                |                |

| 20. februar 2004 | HDD ZM Olimpija | 3:4 | HK Jesenice | Hala Tivoli, Ljubljana |

| Poročilo tekme | Poročilo tekme | Poročilo tekme | Poročilo tekme | Poročilo tekme |
| -------------- | -------------- | -------------- | -------------- | -------------- |
|                |                | (1-2,0-2,2-0)  |                |                |